# Andkhoi
 (mars 2016).
Si vous disposez d'ouvrages ou d'articles de référence ou si vous connaissez des sites web de qualité traitant du thème abordé ici, merci de compléter l'article en donnant les références utiles à sa vérifiabilité et en les liant à la section « Notes et références ».

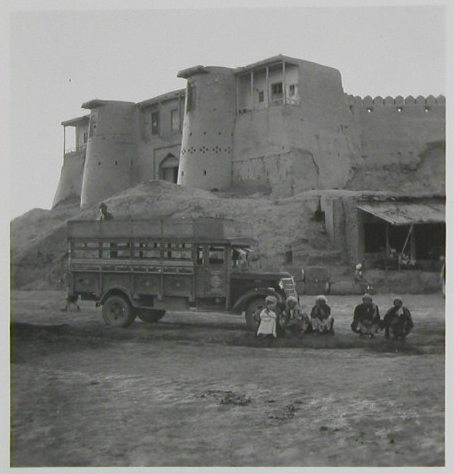

Andkhoi est une ville d'Afghanistan de plus de 37 000 habitants. 
Si l'on en croit les listes, Andkhoi est la première ville du Monde en ordre alphabétique, puisqu'elle est la première en Afghanistan qui est lui même le premier pays en ordre alphabétique en français